# Château de Berry Pomeroy
Le château de Berry Pomeroy, est un manoir Tudor dans les murs d'un ancien château, qui se trouve près du village de Berry Pomeroy, dans le sud du Devon, en Angleterre. Il est construit à la fin du XVe siècle par la famille Pomeroy qui possède les terres depuis le XIe siècle. En 1547, la famille est en difficulté financière et vend les terres à Edward Seymour, 1er duc de Somerset. Hormis une courte période de déchéance au profit de la Couronne après l'exécution d'Edward, le château reste dans la famille Seymour depuis, bien qu'il ait été abandonné à la fin du XVIIe siècle lorsque le quatrième baronnet déménage dans le Wiltshire.
Après être resté en ruine pendant cent ans, le château devient célèbre au XIXe siècle comme un exemple du " pittoresque ", et il devient une attraction touristique populaire, un statut qu'il conserve aujourd'hui, aidé par sa réputation d'être hanté. Entre 1980 et 1996, le château fait l'objet de vastes fouilles archéologiques qui clarifient une grande partie de son histoire et renverse les croyances concernant son âge et la cause de sa destruction.

## Emplacement
Le château de Berry Pomeroy est situé à environ un mile au nord-est du village de Berry Pomeroy dans le sud du Devon. Il occupe un affleurement calcaire qui surplombe la vallée profonde, boisée et étroite du ruisseau Gatcombe.

## Histoire

### Les Pomeroy

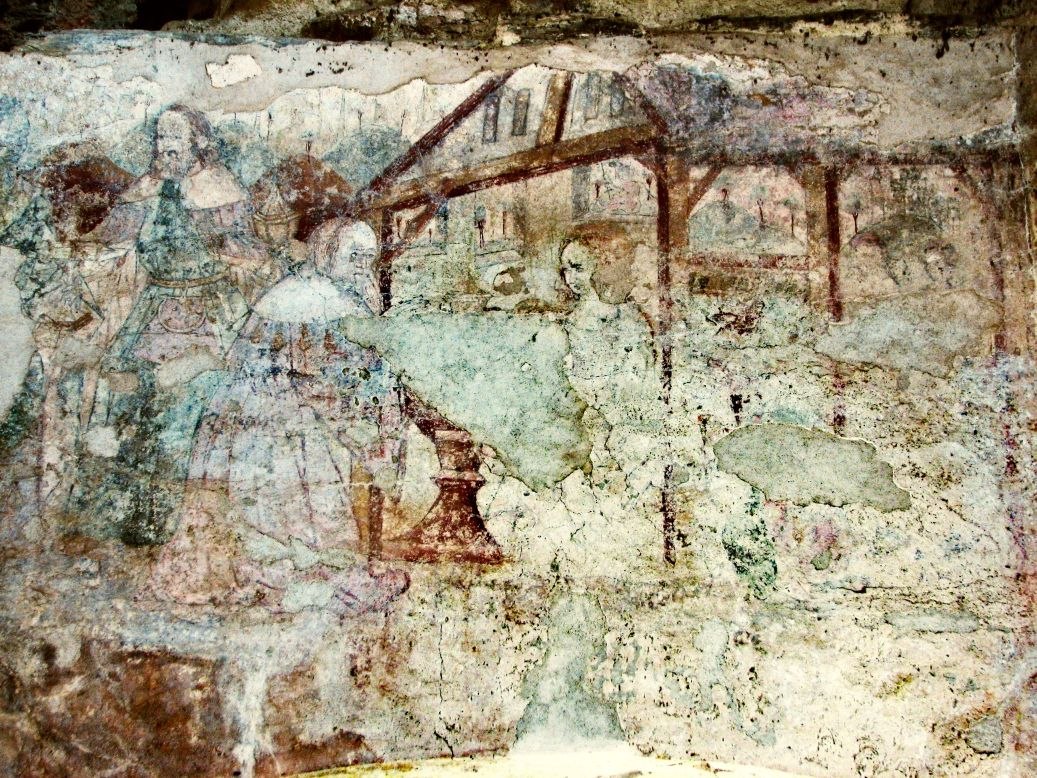
La peinture murale de l'Adoration des mages (considérablement rehaussée pour faire ressortir les moindres détails).

La famille de la Pomeroy obtient la grande baronnie féodale de Berry Pomeroy peu de temps après la conquête normande de l'Angleterre, comme le rapporte le Domesday Book de 1086. Les premiers documents font référence à un " messuage capital" à Berry, signifiant le caput du manoir, lequel manoir à son tour est le caput de la baronnie, qui consiste en 1166 en près de 32 honoraires de chevalier, chacun équivalant approximativement à un seul manoir. Bien qu'Henry Pomeroy y ait inclus un parc aux cerfs en 1207, la première référence à un château n'apparaît qu'en 1496, lorsqu'Elizabeth, veuve de Richard Pomeroy, se voit attribuer un tiers du château et du messuage de la capitale. Le document précise que ceux-ci se trouvent sur des sites différents; on pense maintenant que le messuage se trouvait sur ou à proximité du site de Berry House dans le village voisin.
Des preuves archéologiques, et en particulier la conception des ports d'armes à feu dans la guérite et la tour Sainte-Marguerite, qui, avec la courtine, sont les parties les plus anciennes du château, indiquent que le château a probablement été construit à la fin du XVe siècle. Il aurait été l'un des derniers châteaux personnels traditionnels à être construit dans le pays, situé sur un site privilégié au sein du parc aux daims de Pomeroy.
Sous les Pomeroys, le château se compose d'un fossé sec (aujourd'hui en grande partie comblé), d'une guérite et de remparts surmontés de la courtine avec des bâtiments disposés autour du mur à l'intérieur. En raison de l'important remodelage qui a lieu plus tard, très peu de vestiges archéologiques ont survécu pour montrer l'emplacement exact de ces bâtiments d'origine. En 1978, une peinture murale est découverte à l'étage supérieur de la guérite, dissimulée derrière une épaisse couche de végétation. Il s'agit d'une représentation de l'Adoration des mages et est datée d'environ 1490-1500 en raison de sa similitude stylistique avec les œuvres européennes de l'époque.

### Les Seymour

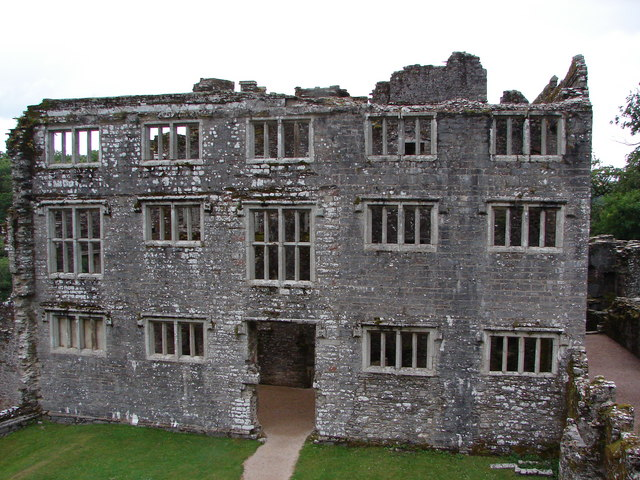
La coquille de la première maison Seymour

En 1547, Edward Seymour, 1er duc de Somerset, Lord-protecteur du jeune roi Édouard VI, achète le château à Thomas Pomeroy. Il achète de nombreuses autres propriétés à cette époque et n'a peut-être jamais visité Berry Pomeroy. Il tombe en disgrâce auprès de la cour et est décapité sur une accusation de trahison en 1552, pour laquelle toutes ses terres sont confisquées au profit de la Couronne. Ce n'est qu'en 1558, après de complexes transactions immobilières, que son fils issu d'un premier mariage, Edward Seymour, retrouve la propriété du château. Il est alors un propriétaire terrien considérable, haut shérif du Devon en 1583 et juge de paix en 1591. Entre 1560 et 1580, il enlève les anciens bâtiments Pomeroy à l'intérieur des murs du château et érige une nouvelle maison de quatre étages dans le style à la mode de l'époque à l'extrémité nord de la cour, dont la structure subsiste à sa hauteur d'origine.
Après la mort d'Edward en 1593, ses terres passent à son fils, un autre Edward, qui ajoute la North Range au château vers 1600. À la fin du XVIe siècle, on s'inquiète de la menace d'une invasion espagnole et il reçoit une commission de colonel et il est deux fois shérif du Devon. Il meurt en 1613, deux ans après avoir été créé baronnet. Il y a un monument bien conservé à sa mémoire dans l'église St Mary, Berry Pomeroy.
Edward Seymour, 2e baronnet, son fils, est gouverneur de Dartmouth et député et est fait chevalier en 1603. Il s'est beaucoup impliqué dans la navigation et réside au château jusqu'à la guerre civile, lorsqu'il se range du côté des royalistes. Il est capturé et alors qu'il est emprisonné à Londres, le château est attaqué par des parlementaires. Ses domaines sont séquestrés par Cromwell, mais il est autorisé à rester au château, où il meurt en 1659. Son fils, un autre Edward (plus tard le 3e baronnet), est également royaliste et est nommé colonel en 1642. Dans la dernière partie de la guerre civile, il est emprisonné à Exeter et n'est libéré qu'en 1655. Après la Restauration en 1660, cependant, sa vie prend un tournant pour le mieux et il est bientôt sous-lieutenant pour le Devon. Il devient plus tard vice-amiral et député de Totnes. A sa mort en 1688 un inventaire du château est dressé. Il indique que la maison contient alors une cinquantaine de pièces, bien qu'il soit probable que les bâtiments soient en mauvais état, en raison des énormes dépenses que Seymour a engagées dans la cause royaliste.
Son fils, Edward, 4e baronnet, est âgé de 55 ans lorsque son père meurt en 1688, mais sa mère, Lady Anne, reste au château jusqu'à sa mort en 1694. Du fait de l'existence d'un inventaire du château datant de 1688, date à laquelle le 4e baronnet hérite du château, on peut conclure qu'il est très confortable à cette époque - selon le terme "splendide" tel qu'il est utilisé par le vicaire John Prince dans son livre pour décrire l'état du bâtiment. Le 4e baronnet est un homme politique, il est député d'Exeter et à partir de 1673 président de la Chambre des communes. En raison de l'éloignement de Berry Pomeroy de Londres, il préfère vivre à Bradley House à Maiden Bradley, Wiltshire, dont il a également hérité. Bien qu'il n'y ait aucune preuve documentaire, il est probable qu'il ait dépouillé le château de matériaux utiles pour financer la reconstruction de Bradley House, achevée en 1710.

### XIXesiècle

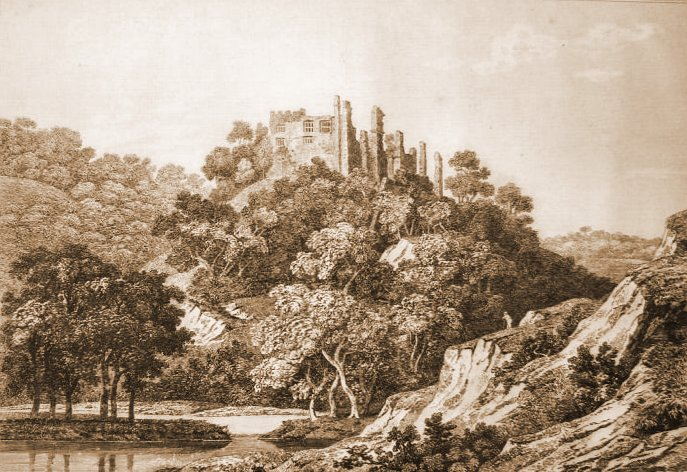
Une gravure du château de Berry Pomeroy de 1822

Avec l'essor de l'esthétique « pittoresque » à la fin du XVIIIe siècle, le château, alors repaire de choucas et envahi de lierre, est considéré comme une ruine romantique. Elle est souvent visitée par des artistes et devient une destination touristique prisée : ses illustrations figurent dans de nombreux livres du genre. Le catalogue JV Somers Cocks de Devon Topographical Prints répertorie 45 gravures du château, de la plus ancienne de Samuel et Nathaniel Buck, publiée à Londres en 1734, à celle publiée à Exeter en 1861.
Vers 1830, certains des murs en ruine sont réparés par le duc de Somerset, l'un des premiers exemples de travaux de Conservation architecturale sur un bâtiment en ruine, probablement motivés par des préoccupations concernant la sécurité des visiteurs.

### Fouilles de la fin duXXesiècle
Entre 1980 et 1996, le château fait l'objet de vastes fouilles archéologiques, entièrement documentées dans le volume de 1996 des Actes de la Devon Archaeological Society. Ces enquêtes clarifient une grande partie de l'histoire du château et renversent un certain nombre de croyances antérieures. Par exemple, on avait cru que le château était beaucoup plus ancien qu'on ne le montre aujourd'hui : un guide d'environ 1940 déclare que « toutes les parties des ruines du château de Berry entourant l'intérieur sont incontestablement l'œuvre de ce Pomeroy à qui le Conquérant a accordé le manoir après son invasion de l'Angleterre en 1066". Cependant, les fouilles n'ont trouvé aucune trace de bâtiments antérieurs à la fin du XVe siècle et seuls cinq tessons de poterie de la fin du Moyen Âge sont trouvés, ce qui conduit à la conclusion qu'il ne pouvait rien y avoir de plus substantiel qu'un pavillon de chasse ou une maison de gardien de parc avant la construction du château à la fin du XVe siècle.
Les croyances courantes concernant la destruction du château étaient qu'il avait été bombardé par des tirs de canon depuis la colline d'en face pendant la guerre civile, ou qu'il avait été détruit par un énorme incendie après avoir été frappé par la foudre. Les fouilles n'ont révélé aucune indication sur l'un ou l'autre de ces destins supposés, mais montrent que les bâtiments ont été systématiquement dépouillés de matériaux réutilisables peu de temps après la démolition.

## Légendes et fantômes

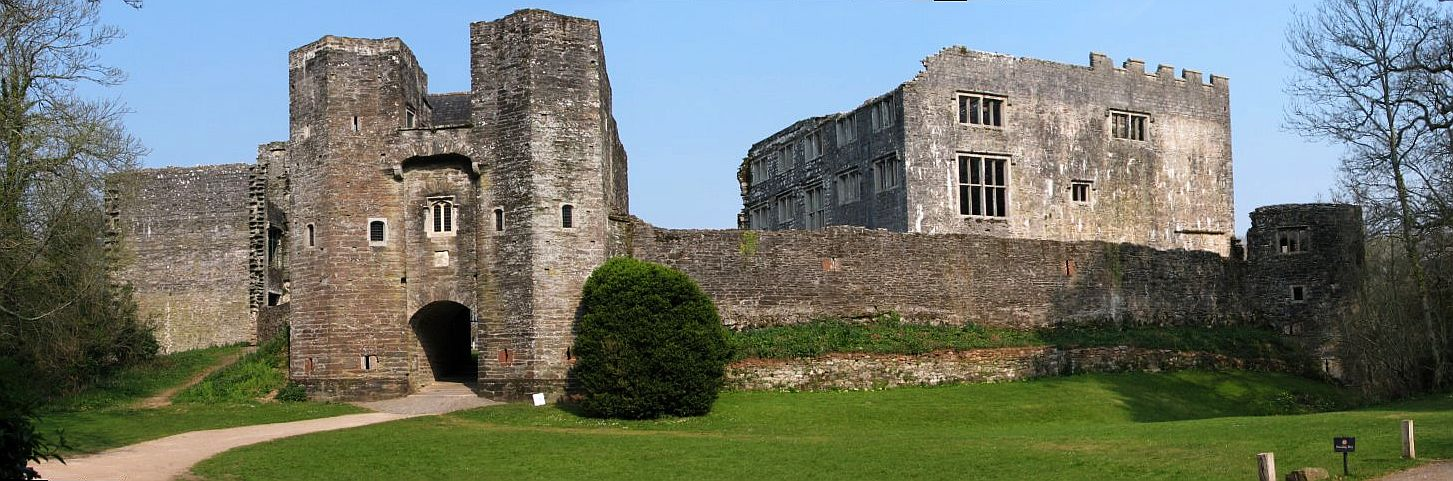
La guérite, la courtine et à l'extrême droite, dans l'ombre, la tour Sainte-Marguerite, avec le manoir Tudor derrière

Il existe un certain nombre de légendes associées au château et, selon le guide English Heritage, il "est réputé pour être l'un des châteaux les plus hantés de Grande-Bretagne". On dit que deux fantômes féminins hantent le château : la Dame Blanche et la Dame Bleue. On dit que la Dame Bleue appelle à l'aide les passants et les attire vers sa tour. S’ils vont vers elle, on dit qu’ils meurent. On pense qu'elle est la fille d'un seigneur normand et qu'elle erre dans les cachots en pleurant la perte de son bébé, qu'elle a assassiné alors qu'il était engendré par son propre père. La Dame Blanche, considérée comme l'esprit de Margaret Pomeroy, hanterait les cachots, y ayant été emprisonnée par sa sœur, Eleanor, jalouse de sa beauté. Leurs histoires se confondent souvent.

## Dans la fiction
Edward Montague publie un roman "Le Château de Berry Pomeroy" (1806). La véritable identité de l'auteur n'est pas connue et il n'existe que deux exemplaires de la première édition.
Le château est le cadre fictif du roman d'Elizabeth Goudge sur la Seconde Guerre mondiale, The Castle on the Hill (1942), qui se déroule à la fin de 1940 lors du début du Blitz après la bataille d'Angleterre, imaginé comme étant toujours occupé par les descendants du famille d'origine qui a construit le château après l'arrivée de Guillaume le Conquérant en 1066. L'histoire de Goudge comprend un épisode dans lequel le château est principalement détruit par un bombardier allemand larguant son chargement de bombes.

## Aujourd'hui
Aujourd'hui, le château est un bâtiment classé Grade I. Toujours propriété de John Seymour, 19e duc de Somerset, il est administré par English Heritage.
On arrive au château par une allée boisée moderne d'un demi-mile de long longeant une ancienne allée, visible comme un terrassement dans les bois adjacents. Un parking a été créé dans la carrière qui est à l'origine d'une grande partie de l'ardoise utilisée pour les bâtiments de Pomeroy.

## Sources
- Stewart Brown, Berry Pomeroy Castle (guidebook), English Heritage, 1997 (ISBN 1-85074-671-0)
- Brown, « Berry Pomeroy Castle », Devon Archaeological Society Proceedings, vol. 54,‎ 1998, p. 1–201 (ISSN 0305-5795)
- Anthony D. Hippisley Coxe, Haunted Britain, New York, US, McGraw-Hill Book Company, 1973
- Gill, « Appendix 13. The Wall Painting—Stylistic Analysis and Date », Devon Archaeological Society Proceedings, vol. 54,‎ 1998, p. 317–24 (ISSN 0305-5795)
- Manco, « Appendix 1. The History of Berry Pomeroy Castle », Devon Archaeological Society Proceedings, vol. 54,‎ 1998, p. 203–217 (ISSN 0305-5795)
- T. C. & A. E. Mortimer, Berry Pomeroy Castle: An Historical and Descriptive Sketch, Totnes, Mortimer Bros, c. 1940
- I. J. Sanders, English Baronies, Oxford, 1960
- J. V. Somers Cocks, Devon Topographical Prints 1660–1870. A Catalogue and Guide, Exeter, Devon Library Services, 1977 (ISBN 0-86114-001-X)